# Rio Tigre (Venezuela)
O Rio Tigre é um rio situado na Venezuela que faz parte da bacia do rio Orinoco.